# Szelomo-Ja’akow Gross
Szelomo-Ja’akow Gross (hebr.: שלמה-יעקב גרוס, ang.: Shlomo-Ya'akov Gross, Shlomo-Jacob Gross, ur. 6 grudnia 1908 na Węgrzech, zm. 7 lipca 2003) – izraelski polityk, w roku 1959 w latach 1961–1972 oraz 1975–1981 poseł do Knesetu głównie z listy Agudat Israel.
W wyborach parlamentarnych w 1955 nie dostał się do izraelskiego parlamentu z listy Religijnego Frontu Tory, jednak w skład trzeciego Knesetu wszedł 2 marca 1959, po śmierci Zalmana Ben Ja’akowa. W wyborach w 1959 nie uzyskał reelekcji z listy Agudat Israel, powrócił jednak do Knesetu 30 maja 1961 po śmierci Binjamina Minca. W przeprowadzonych w tym samym roku wyborach uzyskał reelekcję, również
w 1965 i w 1969 zdobywał mandat z listy Agudat Israel. 27 listopada 1972 zrezygnował z zasiadania w parlamencie, a mandat objął po nim Ja’akow Mizrachi. W wyborach w 1973 bezskutecznie walczył o mandat z listy Religijnego Frontu Tory, jednak powrócił do Knesetu 23 listopada 1975 po rezygnacji Menachema Porusza. W wyborach w 1977 po raz ostatni dostał się do parlamentu z listy Agudat Israel.